# 文部科學省
文部科學省（日语：／ Monbu Kagaku shō */?），簡稱文科省，是日本中央省廳之一，負責統籌日本的教育、科學、學術、文化與體育事務。2001年1月6日起由原文部省及科學技術廳合併而成。任務為「以振興教育與推動生涯學習為核心，培育具有豐富人性的創意人材，振興學術、體育與文化並全面推廣科學技術，適當處理宗教相關行政事務」（依文部科學省設置法第3條）。其最高首長為文部科學大臣，是國務大臣（內閣成員）之一。

## 概要

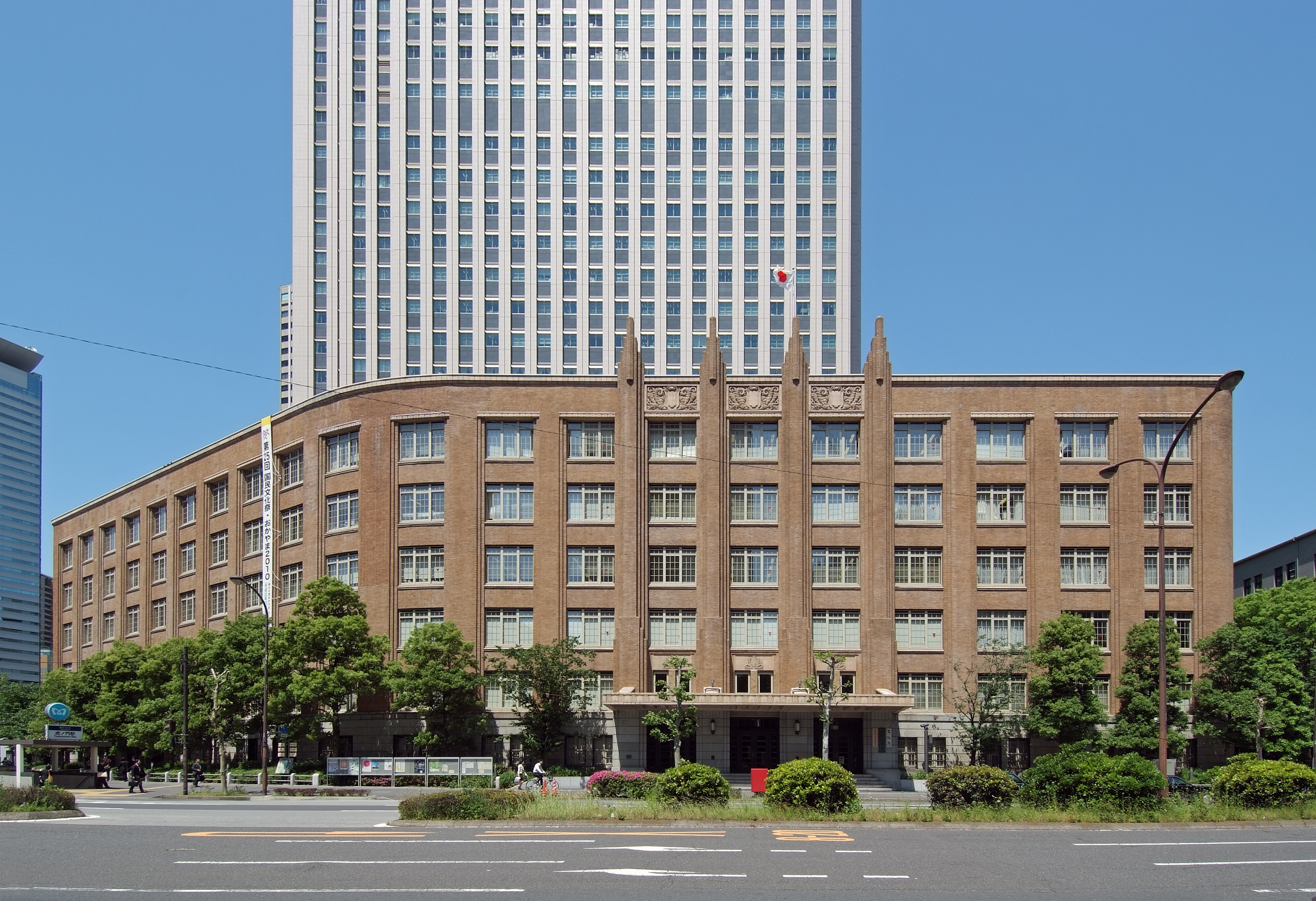
原文部省大楼
现在改造后仍作为文化厅办公大楼使用。

为了完成《文部科学省设置法》第3条所规定的目标，文部科学省负责促进国家的教育、科学技术、学术、文化以及非残疾人体育运动（残疾人体育运动由厚生劳动省管辖）的发展和振兴。
2001年（平成13年）1月6日，随着中央省厅再編，负责学术、教育、学校等事务的原文部省与负责促进科学技术行政的原总理府分支机构的原科學技術廳合并为新的文部科学省。
该省办公地点在东京都中央合同厅舍第7号馆东馆
（2004年（平成16年）1月至2008年（平成20年）1月期间，因办公楼重建，临时迁至丸之内的原三菱重工大楼办公。目前该大楼是瑞穗金融集团总部）。

## 沿革
- 1871年9月2日（明治4年7月18日）：文部省设立。
- 1950年（昭和25年）8月29日：作为文部省外局之一，文化财保护委员会设立。
- 1956年（昭和31年）5月19日：科学技术厅设立。
- 1968年（昭和43年）6月15日：文化财保护委员会撤销，设立文部省外局的文化厅。
- 2001年（平成13年）1月6日：随着中央省厅再编，文部省与科学技术厅合并成文部科学省。
- 2012年（平成24年）9月19日：核能安全相關事務移交給新設立的原子能管制委員會。
- 2015年（平成27年）10月1日：文部科學省外局體育廳成立。
- 2018年（平成30年）10月1日：文化廳組織修正。
- 2018年（平成30年）10月16日：組織修正，生涯學習政策局改組為綜合教育政策局，文教設施企劃部改組為文教設施企劃、防災。

## 管辖事务
负责管辖《文部科学省设置法》第4条规定的共计97项行政事务。具体如下：

| - 教育改革（第1号） - 终身学习（第2号） - 地方教育行政的规划、指导（第3号） - 地方教育费（第4号） - 作为地方公务员的教育相关职员的人事行政（第5～6号） - 初等中等教育（第7～9号） - 教科书审查（第10号） - 教科书发行及无偿措施（第11号） - 学校保健、学校安全、学校供餐及灾害共济支付（第12号） - 教员培养（第13号） - 海外子女教育及归国、外国人儿童学生教育（第14号） - 大学及高等专业学校（第15～18号） - 大学入学考试、学位授与（第19号） - 奖学金、福利补助（第20号） - 外国人留学生（第21～22号） - 专修学校及各类学校（第23～24号） - 国立大学（第25号） - 国立高等专业学校（第26号） - 宇宙航空研究开发机构（第27号） - 私立学校（第28～30号） | - 私立学校教职员的共济制度（第31号） - 社会教育（第32～33号） - 青少年集体住宿设施、训练（第34号） - 通信教育及视听觉教育（第35号） - 日语教育（第36号） - 家庭教育（第37号） - 文教设施（第38、39号） - 学校设施及教育用品（第40、41号） - 青少年健全培育（第42号） - 体力保持及增进（第43号） - 科学技术政策（第44号） - 研究开发规划（第45号） - 学术振兴（第48号） - 研究人员培养（第49号） - 技术人员培养（第50号） - 技术士（第51号） - 研究开发环境的完善（第52～54号） - 研究开发成果的普及、运用（第55号） - 发明、实用新型（第56号） - 科学技术知识的普及（第57号） - 评价研究开发对经济社会的影响（第58号） - 基础研究（第59号） - 理化学研究所（第62号） | - 放射线利用（第63号） - 宇宙开发及利用（第64、65号） - 原子能相关科学技术、研究开发（第64、68、69、72、73号） - 资源的综合利用（第67号） - 原子能损害的赔偿（第70号） - 原子能和平利用（第71号） - 放射线导致的伤害预防（第74号） - 放射能水平的监测（第75号） - 体育振兴（第76～80号） - 文化振兴（第81、82号） - 剧场、音乐馆、美术馆等（第83号） - 展示会、讲演会（第84号） - 国语的改善、普及（第85号） - 著作权的保护、利用（第86号） - 文化財的保存、利用（第87号） - 阿伊努文化（第88号） - 宗教法人（第89号） - 国际文化交流（第90号） - 联合国教科文组织活动（第91号） - 文化功劳者（第92号） - 对于教育相关人士的管辖领域的指导建议（第93、94号） |

## 组织机构
文部科学省的内部组织机构由法律层面的《文部科学省设置法》和政令层面的《文部科学省组织令》以及省令层面的《文部科学省组织规则》等多个层次的法律规定予以规范。

### 主要官员
- 文部科学大臣（法律第2条第2项）
- 文部科学副大臣（国家行政组织法第16条）（2名）
- 文部科学大臣政务官（日语：文部科学大臣政務官）（国家行政组织法第17条）（2名）
- 文部科学大臣補佐官（国家行政組織法第17条の2） （1名、非必要）
- 文部科学事务次官（日语：文部科学事務次官）（国家行政组织法第18条）
- 文部科学审议官（日语：文部科学審議官）（法律第5条）（2名）
- 文部科学大臣秘書官（日语：秘書官）

### 內部部局
- 大臣官房（日语：文部科学省大臣官房）（政令第2條第1項）
  - 人事課（政令第16條第1項）
  - 總務課
  - 會計課
  - 政策課
  - 國際課
  - 文教設施企劃、防災部（政令第2條第2項）
    - 設施企劃課（政令第16條第2項）
    - 設施助成課
    - 計畫課
    - 參事官
- 綜合教育政策局
  - 政策課（政令第25條）
  - 教育改革、國際課
  - 調查企劃課
  - 教育人材政策課
  - 生涯學習推進課
  - 地域學習推進課
  - 男女共同參與共生社會學習、安全課
  - 參事官
- 初等中等教育局（日语：初等中等教育局）
  - 初等中等教育企劃課（政令第33條）
  - 財務課
  - 教育課程課
  - 兒童生徒課
  - 幼兒教育課
  - 特別支援教育課
  - 情報教育、外國語教育課
  - 教科書課
  - 參事官
- 高等教育局
  - 高等教育企劃課（政令第44條第1項）
  - 大學振興課
  - 專門教育課
  - 醫學教育課
  - 學生、留學生課
  - 國立大學法人支援課
  - 私學部（政令第2條第2項）
    - 私學行政課（政令第44條第2項）
    - 私學助成課
    - 參事官
- 科學技術、學術政策局（日语：科学技術・学術政策局）
  - 政策課（政令第54條）
  - 企劃評價課
  - 人才政策課
  - 研究開發基盤課
  - 產業連攜、地域支援課
- 研究振興局（日语：研究振興局）
  - 振興企劃課（政令第61條）
  - 基礎研究振興課
  - 學術機關課
  - 學術研究助成課
  - 生命科學課
- 研究開發局（日语：研究開発局）
  - 開發企劃課（政令第70條）
  - 地震、防災研究課
  - 海洋地球課
  - 環境能源課
  - 宇宙開發利用課
  - 原子力課
  - 參事官（2人）
- 國際統括官

### 审议会等
- 科学技术、学术审议会（法律第6条第1项）
- 国立大学法人评价委员会（日语：国立大学法人評価委員会）（国立大学法人法、法律第6条第2项）
- 中央教育审议会（日语：中央教育審議会）（政令第85条）
- 教科用圖書檢定調查審議會
- 大学设置、学校法人审议会（日语：大学設置・学校法人審議会）
- 國立研究開發法人審議會

### 设施等机关
- 国立教育政策研究所（日语：国立教育政策研究所）（政令第89条第1项）
- 科学技术、学术政策研究所（政令第89条第2项）

### 特別机构
- 日本学士院（法律第21条第1项）
- 地震调查研究推进本部（地震防灾对策特別措施法、法律第21条第2项）
- 日本教科文组织国内委员会（日语：日本ユネスコ国内委員会）（关于联合国教科文组织活动的法律、法律第21条第2项）

### 地方分部局
文科省并没有其他省厅的“○○地方～局”的各地分支机构。之前在各地为了支付大学和地方教育委员会的设施等补助金而设立的“○○地方工程事务所”也随着国立大学法人化而撤销。其理由在于补助金支付的事务由总部可以完成，地区的教育行政完全由地方教育委员会负责。

### 外局
- 體育廳（国家行政組織法、法律第13條）
  - 政策課（政令第85條）
  - 健康運動課
  - 競技運動課
  - 國際課
  - 奧運、課
  - 體育審議會（政令第92條第1項）
- 文化廳（國家行政組織法、法律第13條）
  - 政策課（政令第96條）
  - 企劃調整課（政令第97條）-
  - 文化經濟、國際課（政令第98條）
  - 國語課（政令第99條）
  - 著作權課（政令第100條）
  - 文化資源活用課（政令第101條）
  - 文化財第一課（政令第102條）
  - 文化財第二課（政令第103條）
  - 宗務課（政令第104條） -
  - 文化審議會（日语：文化審議会）（法律第20條第1項）
  - 宗教法人審議會（日语：宗教法人審議会）（法律第20條第2項）
  - 日本藝術院（法律第23條）

## 管理的法人组织
2017年4月1日文部科學省主管的獨立行政法人有國立特別支援教育綜合研究所、大學入試中心、國立青少年教育振興機構、國立女性教育會館、國立科學博物館、物質、材料研究機構、防災科學技術研究所、量子科學技術研究開發機構、國立美術館、國立文化財機構、教職員支援機構、科學技術振興機構、日本學術振興會、理化學研究所、宇宙航空研究開發機構、日本體育振興中心、日本藝術文化振興會、日本學生支援機構、海洋研究開發機構、國立高等專門學校機構、大學改革支援、學位授予機構、日本原子力研究開發機構等22法人。另還管理全國86個國立大學法人，以及大學共同利用機關法人的人間文化研究機構、自然科學研究機構、高能加速器研究機構與情報、系統研究機構等4法人。
2016年（平成28年）4月1日主管之特殊法人有日本私立學校振興、共濟事業團與放送大學學園等2法人。其中，放送大學學園是與總務省共管。

## 财政
2018年度（平成30年度）的普通会计期初预算为25兆5256億9418萬9千日圓。按照内部组织划分，文部科学省本部预算为5兆1696億9014万3千日元（约占97%），文化廳為1055億2萬7千日圓，體育廳為294億9913萬9千日圓，文部科學本省所轄機關為46億1358萬1千日圓。本部预算中，义务教育费国库负担费为1兆5227億8100万日元（在本部预算中占比为29.5%），国立大学法人运营费为1兆881億5781万3千日元（21.0%）。本部所辖机关指国立教育政策研究所、科学技术政策研究所、日本学士院等。
文部科學省與內閣府、經濟產業省及環境省共管能源對策特別會計。另外，國會、裁判所、會計檢査院、內閣、內閣府、復興廳、總務省、法務省、外務省、財務省、文部科學省、厚生勞動省、農林水產省、經濟產業省、國土交通省、環境省及防衛省共管東日本大震災復興特別會計。

## 职员
2017年（平成29年）1月15日，文部科學省普通在职人数为2188人（其中女职员为550人）。其中，本部有1821人（女性461人）、文化厅有241人（女性63人）、體育廳有126人（女性26人）。行政机关职员定额令规定的文部科学省定额为2124人（包含一名特别职）。根據文部科学省定員規則規定，文部科學省本省的人數為1743人（平成30年9月30日以前為1783人）、文化厅為260人（平成30年9月30日以前為249人）、體育廳為121人。
文部科学省职员为普通職国家公务员，因此根据《国家公务员法》规定，不享有劳动基本权中的争议权和集体协商缔结权。但是团结权仍得到保障，职员有权组成国家公务员法规定的“职员团体”，也有权不加入（国公法第108条之2第3项）。2018年3月31日，人事院沒有登錄的職員團體。過去曾有加盟國公勞連的文部省職員勞動組合，但已於2011年3月31日解散。

## 文宣
文部科学省主编的白皮书包括《文部科学白皮书》以及《科学技术白皮书》。后者依《科学技术基本法》规定，每年收录政府向国会提交的报告书。
文部科学省发行和编辑的机关杂志包括：本部的《文部科学广报》（月刊）、文化厅的《文化厅月报》（月刊）以及《月刊文化财》、日本学士院的《日本学士院NEWSLETTER - 明六社通讯》（半年刊）、地震调查研究推进本部的《地震本部新闻》（月刊）等。

## 醜聞
- 2008年 - 文部科學省設施整備汚職事件（日语：文部科学省施設整備汚職事件），企劃部長收賄遭到逮捕。
- 2018年 - 文部科學省汚職事件（日语：文部科学省汚職事件），科學技術、學術政策局長與國際統括官等人因對於一些大學收賄陸續遭到逮捕。這件事還這件事還間接引起東京醫科大學招生上歧視案外案。

### 組織性違反再就職規範
2017年，文部科學省被發現組織性安插人事（文部科学省における再就職等規制違反 ）。共有62件確認違反國家公務員法。2017年3月30日共有歷任事務次官八人在內的37名幹部遭到停職或減薪等處分。然而，責任者仍可拿到退休金5610萬日圓，引發媒體批判。

## 历届事务次官
| 代                                     | 姓名                                   | 出身                                   | 前職                                   | 在任期間                                               | 最高學歷                       | 卸任後職位                                                                                      |
| -------------------------------------- | -------------------------------------- | -------------------------------------- | -------------------------------------- | ------------------------------------------------------ | ------------------------------ | ----------------------------------------------------------------------------------------------- |
| 01                                     | 小野元之                               | 文部省                                 | 文部省大臣官房長                       | 2001年（平成13年）01月6日- 2003年（平成15年1月10日     | 京都大學法學部                 | 日本學術振興會理事長 教育再生會議委員                                                           |
| 02                                     | 御手洗康                               | 文部省                                 | 文部科學審議官                         | 2003年（平成15年）01月10日- 2005年（平成17年）01月11日 | 東京大學法學部                 | 放送大學學園理事長                                                                              |
| 03                                     | 結城章夫                               | 科學技術廳                             | 文部科學審議官                         | 2005年（平成17年）01月11日- 2007年（平成19年）07月06日 | 東京大學工學部                 | 山形大學校長                                                                                    |
| 04                                     | 錢谷真美                               | 文部省                                 | 初等中等教育局長                       | 2007年（平成19年）07月06日- 2009年（平成21年）07月14日 | 東北大學教育學部               | 東京國立博物館館長                                                                              |
| 05                                     | 坂田東一                               | 科學技術廳                             | 文部科學審議官                         | 2009年（平成21年）07月14日- 2010年（平成22年）07月30日 | 東京大學大學院工學系研究科碩士 | 烏克蘭特命全權大使 一般社團法人日本原子力產業協會特聘研究員                                     |
| 06                                     | 清水潔                                 | 文部省                                 | 文部科學審議官                         | 2010年（平成22年）07月30日- 2012年（平成24年）01月06日 | 東京大學法學部                 | 明治大學研究、知財戰略機構特任教授 早稻田大學大學院教職研究科客座教授 京都工藝纖維大學顧問 律師 |
| 07                                     | 森口泰孝                               | 科學技術廳                             | 文部科學審議官                         | 2012年（平成24年）01月06日- 2013年（平成25年）07月08日 | 東京大學大學院工學系研究科     | 東京理科大學特聘教授、副校長                                                                    |
| 08                                     | 山中伸一                               | 文部省                                 | 文部科學審議官                         | 2013年（平成25年）07月08日- 2015年（平成27年）08月04日 | 東京大學法學部                 | 保加利亞特命全權大使                                                                            |
| 09                                     | 土屋定之                               | 科學技術廳                             | 文部科學審議官                         | 2015年（平成27年）08月04日- 2016年（平成28年）06月17日 | 北海道大學大學院環境科學研究科 | 祕魯特命全權大使                                                                                |
| 10                                     | 前川喜平                               | 文部省                                 | 文部科學審議官                         | 2016年（平成28年）06月17日- 2017年（平成29年）01月20日 | 東京大學法學部                 |                                                                                                 |
| 11                                     | 戶谷一夫                               | 科學技術廳                             | 文部科學審議官                         | 2017年（平成29年）01月20日- 2018年（平成30年）09月21日 | 東北大學工學部                 |                                                                                                 |
| 文部科学省大臣官房長 藤原誠 代理事務。 | 文部科学省大臣官房長 藤原誠 代理事務。 | 文部科学省大臣官房長 藤原誠 代理事務。 | 文部科学省大臣官房長 藤原誠 代理事務。 | 2018年（平成30年）09月21日- 2018年（平成30年）10月16日 | 東京大学法学部                 |                                                                                                 |
| 12                                     | 藤原誠                                 | 文部省                                 | 大臣官房長                             | 2018年（平成30年）10月16日-                            | 東京大学法学部                 |                                                                                                 |

## 出自文科省的名人
包括出自文部省和科学技术厅的人士
- 木場貞长 - 原文部次官，元行政裁判所評定官，元圖書編纂審査会委員长，貴族院議員，正三位，勲一等，錦鶏間祗候
- 濱尾新 - 东京美术学校首任校长，原文部省专业学务局长，东京大学第三任、第八任校长
- 菊池大麓 – 原文部次官，东京帝国大学第五任校长，学习院院长，京都帝大第三任校长，元文部大臣，理研初代所长
- 岡田良平 – 原文部次官，京都帝大第二任校长，原文部大臣
- 澤柳政太郎 - 原文部次官，东北帝大首任校长，京都帝大第五任校长，大正大学首任校长，成城学园创立者
- 上田萬年 - 东京帝大国语研究室首任主任教授，原文部省专业学务局长，临时假名遣调查委员会委员
- 南弘 - 原文部次官，原内阁书记官长，原台湾总督，原通信大臣，原国语审议会会长
- 内藤誉三郎 - 原文部事务次官，原文部大臣
- 天城勲 - 原文部事务次官
- 木田宏 - 原文部事务次官，原临时教育审议会第一部会委员
- 遠山敦子 - 原文化厅长官，原文部科学大臣
- 高石邦男 - 原文部事务次官
- 寺脇研 - 原文科省大臣官房广报调整整官，评论家
- 伊原義徳 - 原科学技术事务次官

## 幹部
現任一般職幹部如下。
- 事務次官：藤原誠
- 文部科學審議官：山脇良雄
- 文部科學審議官：芦立訓
- 大臣官房長：柳孝
- 總括審議官：串田俊巳
- 數位安全、政策立案總括審議官：田口康
- 大臣官房文教設施企畫部長：山﨑雅男
- 生涯學習政策局長：浅田和伸
- 生涯學習總括官：寺門成真
- 初等中等教育局長：丸山洋司
- 高等教育局長：伯井美德
- 高等教育局私學部長：白間龍一郎
- 科學技術、術政策局長：菱山豐
- 科學技術、學術總括官：角田喜彦
- 研究振興局長：村田善則
- 研究開發局長：生川浩史
- 文殊、普賢廢止措置對策監：木本徹
- 國際統括官：大山真未
- 體育廳長官：鈴木大地
- 體育廳次長：瀧本寬
- 審議官：藤江陽子
- 體育總括官：齋藤福榮
- 文化廳長官：宮田亮平
- 文化廳次長：中岡司
- 文化廳次長：今里讓
- 文化廳審議官：森孝之
- 文化廳審議官：杉浦久弘
- 文化財鑑査官：豐城浩行